# Axl Rose
W. Axl Rose, właśc. William Bruce Rose Jr. (ur. 6 lutego 1962 w Lafayette) – amerykański wokalista rockowy, autor tekstów, producent, muzyk i multiinstrumentalista. Lider zespołu Guns N’ Roses.

## Życiorys

### Wczesne lata
William Bruce Rose Jr. urodził się 6 lutego 1962 w Lafayette jako syn Williama Bruce’a Rose’a i Sharon E. z domu Lintner. Kiedy się urodził, jego matka miała 16 lat i była licealistką, a ojciec, określony jako „trudny i charyzmatyczny lokalny przestępca”, miał 20 lat. Dorastał przy 24th Street w Lafayette. Gdy miał zaledwie dwa lata, jego rodzice się rozeszli, a ojciec wkrótce opuścił Lafayette i został zamordowany w 1984 w Illinois. Muzyk w wywiadzie dla magazynu „Rolling Stone” ujawnił, że jako dwulatek został uprowadzony przez ojca, a także był przez niego molestowany seksualnie. W 1965 Sharon Rose poznała Stephena L. Baileya, kaznodzieję zielonoświątkowego, za którego wkrótce wyszła za mąż, po czym zmieniła nazwisko syna na Bailey. Axl miał dwoje młodszego przyrodniego rodzeństwa: siostrę Amy i brata Stuarta. W wywiadach twierdził, że ojczym często bił jego i rodzeństwo, często z błahych powodów, jak np. śpiewanie piosenek popowych lub oglądanie niedozwolonych (zdaniem ojczyma) programów w telewizji. Podkreślał też, iż jako dziecko czuł się odrzucony przez matkę, dlatego w późniejszych latach nienawidził kobiet. Sharon Bailey zmarła 28 maja 1996 wskutek nowotworu.
Jako dziecko był wstydliwy i niechętny do kontaktu wzrokowego z innymi. Z rodziną chodził do kościoła kilka razy w tygodniu. Od najmłodszych lat szukał ukojenia w muzyce. Od piątego roku życia śpiewał w chórze kościelnym, a także występował z bratem i siostrą jako Bailey Trio. Dzięki występom w chórze nauczył się śpiewać różnymi głosami. W Lafayette Jefferson High School udzielał się w chórze szkolnym, a także grał na pianinie w kościele. W końcu dołączył jako wokalista do rockowego zespołu, który stworzył m.in. Jeffrey D. Isbell, później znany jako Izzy Stradlin. W młodości był fanem muzyki rockowych zespołów Aerosmith i Kiss, hardrockowej grupy Led Zeppelin, a także artystów popowych, w tym Eltona Johna, Billy’ego Joela i Todda Rundgrena oraz grup Queen i Electric Light Orchestra.
Nie sprawiał większych problemów wychowawczych, dopóki nie odkrył, że mąż matki nie jest jego biologicznym ojcem. Prawdę o prawdziwym ojcu poznał w wieku 17 lat, wtedy zmienił nazwisko na Axl W. Rose, przy czym swoje nowe imię zaczerpnął z nazwy zespołu Axl, w którym grał jego kolega. Kierowany nastoletnim buntem, przed ukończeniem 16. roku życia rzucił szkołę, choć wcześniej był wzorowym uczniem. Po tym, jak ojczym wyrzucił go z domu, zamieszkał w domu babki ze strony matki. Zaczął coraz częściej wdawać się w bójki, przez co zaczął mieć kłopoty z prawem. Był wielokrotnie aresztowany, m.in. za spożywanie alkoholu w miejscu publicznym, zakłócanie porządku, naruszanie własności czy nieopłacanie kar grzywny. W tym czasie udzielał się w różnych zespołach jako basista, klawiszowiec i wokalista.

### Kariera
Po przeprowadzce do Los Angeles zamieszkał przy 1921 Whitley Avenue w Hollywood. Kontynuował karierę muzyczną, zostając wokalistą w zespole Rapidfire, z którym w 1983 nagrał demo z piosenkami: „Ready to Rumble”, „All Night Long”, „The Prowler” i „On the Run”. Założył także grupę Rose, następnie przemianowaną na Hollywood Rose, z którą koncertował w amerykańskich klubach: Troubadour, The Country Club, Madam Wong’s East i Shamrock Studios oraz w 1984 nagrał demo z piosenkami: „My Way Your Way”, „Killing Time”, „Rocker”, „Wreckless” i „Shadow of Your Love”. W tym okresie dorabiał jako zawodowy palacz papierosów na potrzeby badań prowadzonych przez UCLA. We wrześniu 1984 rozwiązał Hollywood Rose, po czym przeszedł do zespołu L.A. Guns.
Latem 1985 wraz z Izzym Stradlinem założył zespół Guns N’ Roses, w którym komponował muzykę oraz pisał teksty. Po podpisaniu z zespołem kontraktu z wytwórnią Geffen Records w marcu 1986 zmienił formalnie imię i nazwisko na W. Axl Rose. Nagrał z zespołem dobrze przyjęte albumy oraz napisał przeboje, m.in. „Welcome to the Jungle”, „Don’t Cry”, „Sweet Child O’Mine”, „Paradise City”, „My Michelle”, „Out Ta Get Me”, „Rocket Queen”, „November Rain” i „Civil War”. Pod koniec 1989 wraz z Izzym Stradlinem wystąpili jako goście na kilku grudniowych koncertach The Rolling Stones.

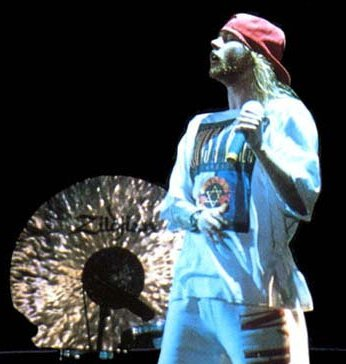
Wraz z Guns N’ Roses podczas koncertu w Izraelu (1993).

Podczas koncertów z Guns N’ Roses często wdawał się w potyczki słowne i bójki z agresywną publicznością oraz przerywał występy, poza tym to głównie z jego powodu koncerty zespołu często były poopóźniane. Na początku 1990 wziął udział w testach psychologicznych, po których zdiagnozowano u niego zespół maniakalno-depresyjny. W lutym 1991 rozpoczął psychoterapię, na której zdiagnozowano u niego wczesne stadium psychozy. Przeprowadzono na nim również test IQ, z którego wynikło, że ma wysoki iloraz inteligencji. Na podstawie tych wniosków, w wieku 26 lat zdiagnozowano u niego chorobę afektywną dwubiegunową. Zaobserwowano u niego także objawy depresji, za którą przyczynę podał wykorzystywanie seksualne w czasach dzieciństwa, co zatrzymało jego rozwój emocjonalny, a także późniejsze uzależnienie od narkotyków. Zaczął zażywać leki homeopatyczne w celu walki z chorobą.
Na początku lat 90. sporadycznie koncertował z innymi wykonawcami, m.in. z Westem Arkeenem i Tomem Pettym, a także wystąpił w teledysku do piosenki Michaela Monroe „Dead, Jail or Rock’n’Roll”. W 1991 podpisał umowę z pozostałymi muzykami Guns N’ Roses, na której mocy przejął prawa do nazwy zespołu. 20 stycznia 1994 zaśpiewał utwór „Come Together” w duecie z Bruce’em Springsteenem na przyjęciu z okazji wprowadzenia Eltona Johna do Rock and Roll Hall of Fame. W 1994 zawiesił działalność artystyczną z powodu problemów z krtanią. 31 sierpnia 1995 listownie poinformował Slasha i Duffa McKagana, że odchodzi z Guns N’ Roses. Slash i McKagan podpisali nową umowę, a Slash w październiku 1996 ogłosił publicznie, że opuszcza grupę.
W 1997 premierę miał musical White Trash Wins Lotto autorstwa Andy’ego Prieboya, inspirowany losami Rose’a. Spektakl cieszył się dużą popularnością w Los Angeles i był wystawiany na Broadwayu. W tym okresie sam muzyk zmienił swój wizerunek – ściął włosy i przybrał na wadze, zaczął też nosić ubranie nierzucające się w oczy. Podjął także lekcje gry na gitarze oraz zaczął treningi kick-boxingu.
W 2006 został sklasyfikowany na 11. miejscu listy 100 najlepszych wokalistów wszech czasów według Hit Parader. W 2009 został sklasyfikowany na czwartym miejscu listy 50 najlepszych heavymetalowych frontmanów wszech czasów według Roadrunner Records. W 2010 został uznany za najlepszego frontmana wszech czasów w ankiecie serwisu Music Radar, a magazyn „Rolling Stone” umieścił go na 64. miejscu 100 najlepszych wokalistów wszech czasów.

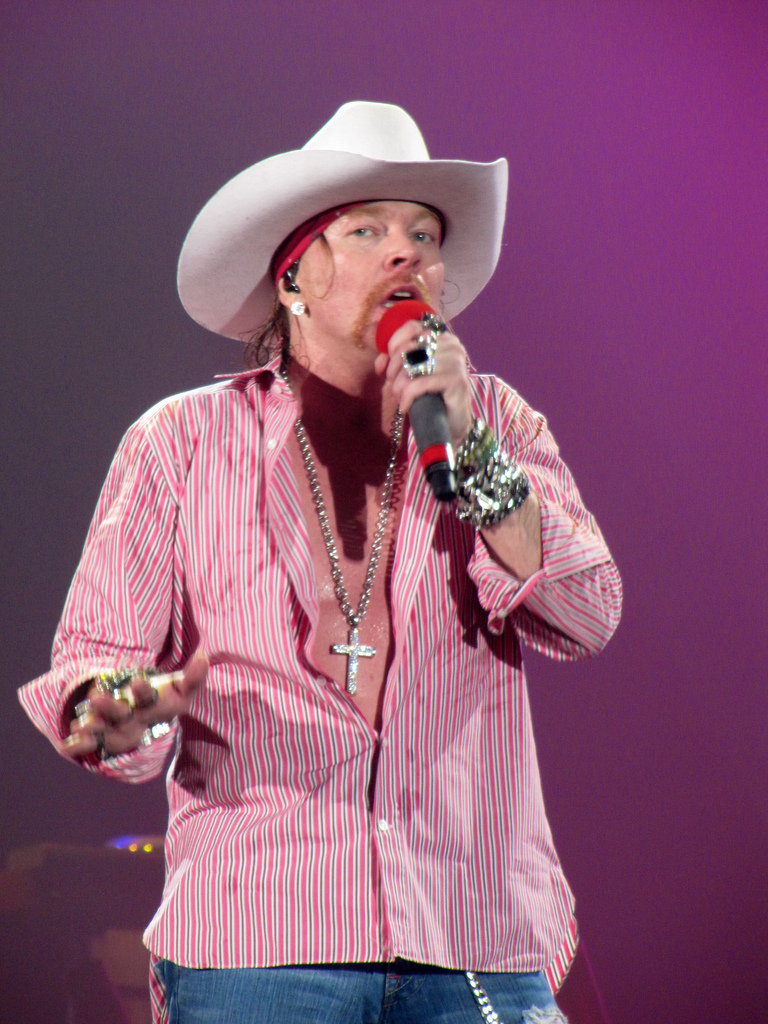
Rose (2010)

22 czerwca 2000, po sześcioletniej przerwie w występach publicznych, spontanicznie zaśpiewał podczas koncertu z zespołem The Starfuckers w klubie „The Cat Club” przy Sunset Strip. W 2002 wrócił na dobre do działalności muzycznej. W 2008 z Guns N’ Roses wydał album pt. Chinese Democracy, nad którym pracował przez 14 lat. 10 listopada 2011 udzielił wywiadu telewizyjnego w That Metal Show, w którym omawił całą swoją karierę i przyszłość Guns N’ Roses.
W kwietniu 2012 wraz z Guns N’ Roses został wprowadzony do Rock and Roll Hall of Fame, jednak publicznie odmówił przyjęcia nominacji i zaznaczył, że nie jest możliwa reaktywacja grupy w oryginalnym składzie. Jesienią 2012 gościł w programie Jimmy Kimmel Live!, w którym udzielił pierwszego od ponad 20 lat wywiadu na żywo w amerykańskiej telewizji.

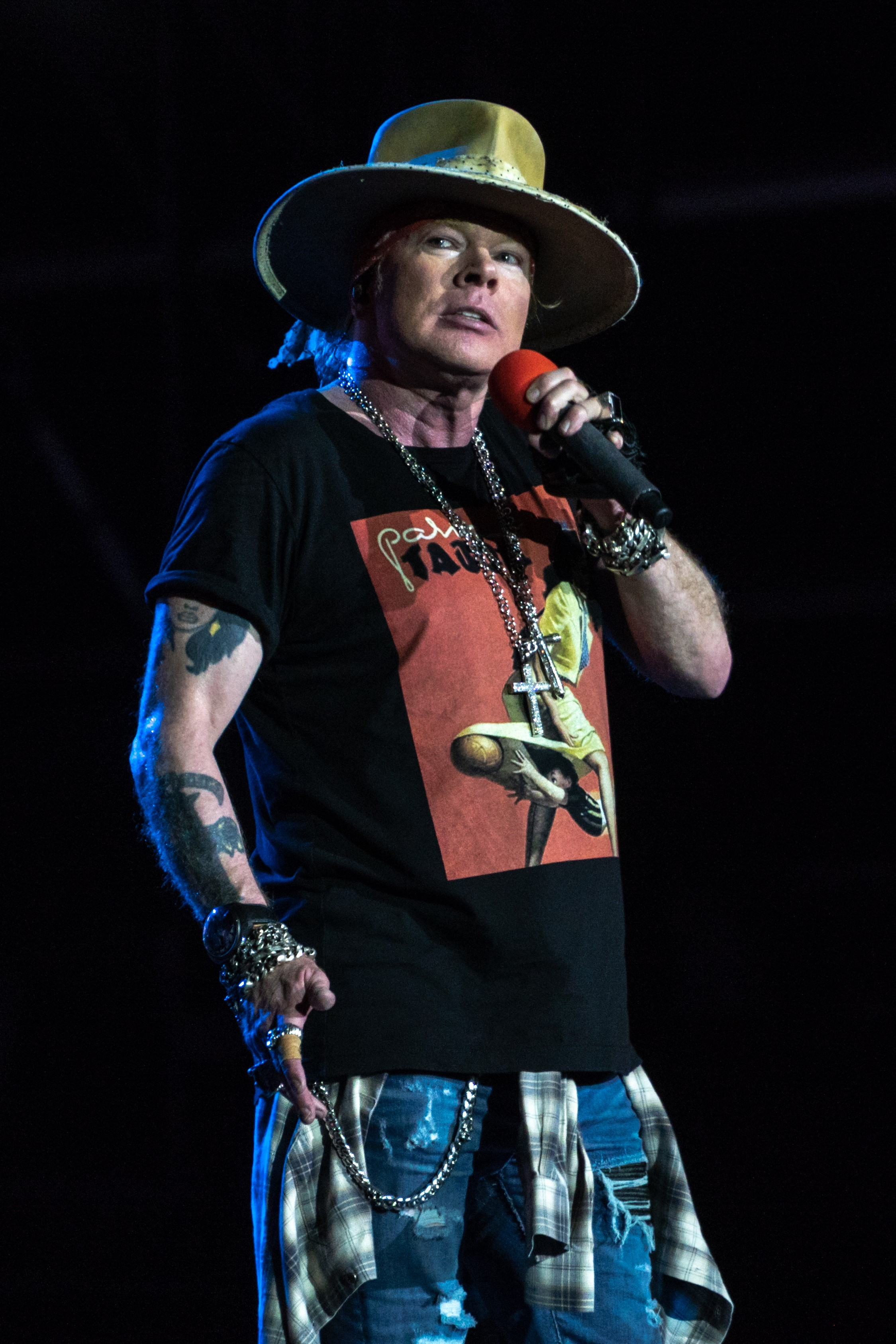
Rose (2018)

W kwietniu 2016 został tymczasowym wokalistą AC/DC, zajmując miejsce dotychczasowego frontmana grupy, Briana Johnsona.

### Życie prywatne
W latach 1982–1985 związany był z Giną Siler, której kilkukrotnie się oświadczał. Następnie spotykał się z Michelle Young, koleżanką ze szkoły średniej, dla której napisał piosenkę „My Michelle”. W 1986 zaczął spotykać się z Erin Everly, córką Dona Everly’ego (z The Everly Brothers) i aktorki Venetii Stevenson. Napisał dla niej utwór „Sweet Child O’ Mine” – jeden z singli debiutanckiego albumu Guns N’ Roses Appetite for Destruction. Para pobrała się 28 kwietnia 1990 w Las Vegas. Poprzedniego dnia Rose z bronią w ręku razem z Everly w swoim samochodzie zapowiedział jej, że jeśli za niego nie wyjdzie, popełni samobójstwo. Mniej niż miesiąc później Rose pierwszy wniósł pozew o rozwód, jednak po dwóch dniach go wycofał. Latem 1990 Erin zaszła w ciążę, ale już w październiku poroniła, najpewniej w wyniku pobicia przez Axla. Niedługo później się rozstali, a ich małżeństwo zostało unieważnione w styczniu 1991. W połowie 1991 związał się z supermodelką Stephanie Seymour, która zagrała w dwóch teledyskach Guns N’ Roses – „November Rain” i „Don’t Cry”. Zaręczyli się w lutym 1993, jednak zakończyli związek we wrześniu 1993. Spotykał się również m.in. z modelką Dianą O’Connor.
Posiada dom w Latigo Canyon, niedaleko Malibu.
W 1999 został skazany na 500 dol. grzywny i dzień więzienia za zakłócenie porządku, kiedy to rok wcześniej wdał się w kłótnię z celnikiem na lotnisku w Phoenix. W czerwcu 2006 został ukarany grzywną w wysokości 40 tys. koron szwedzkich za zniszczenie mienia, napaść ochroniarza i grożenie policji podczas bójki w hotelu w Sztokholmie.

## Dyskografia
Z Guns N’ Roses
1. Appetite for Destruction (1987)
2. GN'R Lies (1988)
3. Use Your Illusion I (1991)
4. Use Your Illusion II (1991)
5. The Spaghetti Incident (1993)
6. Chinese Democracy (2008)

Jako członek zespołu Hollywood Rose:
1. The Roots of Guns N’ Roses (2004)

Z Rapidfire:
1. Ready to Rumble (2014) – demo z 1983 roku